# M2o Chart

## Storia

### 2019-2023
Il programma, sempre stato condotto da Ilario, in onda dal 2019 trasmette ogni weekend la classifica delle 40 migliori posizioni musicali trasmesse durante la settimana nell’arco delle giornate di m2o.
Dal 2019 al 2023 veniva trasmesso sull’emittente radiofonica m2o nel weekend (sabato) dalle 15 alle 17 trasmettendo le 40 posizioni musicali più ascoltate del momento.

### 2023-in corso
Con la nuova stagione radiofonica 2023 - 2024 il programma ha subito varie modifiche.
Innanzitutto, non va più in onda in radio ma viene trasmessa solo sull’app di m2o e sul sito m2o.it, dove vengono aggiornate le nuove puntate ogni venerdì dopo le 17 circa e poi, la durata si accorcia perdendo un’ora quindi perdendo anche le posizioni dalla 40ª alla 21ª, trasmettendo quindi le posizioni dalla 20ª alla 1ª.

## La classifica
La classifica comprende dal 2019 al 2023 le 40 migliori canzoni dance del momento trasmesse dal canale m2o
Dal 2023 perde 19 posizioni trasmettendo solo le posizioni dalla 20ª alla 1ª mentendo sempre lo stesso genere musicale.